# Leonhard Eisenschmied
Leonhard Eisenschmied (* 22. November 1770 in Gurk; † Frühling 1824 in Unterdrauburg) war ein Kärntner Reisender und Abenteurer, der als Kärntnerischer Robinson bezeichnet wird. Obgleich ein wahrer Kern in seiner Seemannstätigkeit im Mittelmeerraum gesehen wird, gelten seine Ausführungen in vielen Details, insbesondere hinsichtlich der Robinsonade, als zweifelhaft.

## Leben
Eisenschmied wurde als Sohn des bischöflichen Gärtners geboren. Als Dreizehnjähriger wurde er in eine Handelslehre nach Laibach vermittelt; nach drei Jahren verließ er diese Stelle in Richtung Triest, wo er seinen Angaben nach zunächst auf einem niederländischen Schiff anheuerte, mit diesem nahe Kreta scheiterte und als einziger Überlebender zwei Jahre auf einer kleinen Insel zubrachte. Er wurde von Piraten aufgefunden, die ihrerseits nach wenigen Wochen von Venezianern aufgebracht wurden, in deren Dienst er dann trat. Nach verschiedenen Stationen auf maltesischen und kroatischen Schiffen, in der Sklaverei und in venezianischer Haft wegen Desertion kam er  1798 nach Kärnten zurück, wo er durch seine Erzählungen viel Aufmerksamkeit erfuhr. Er erhielt in Unterdrauburg eine Mauteinnehmerstelle. Über seine Erlebnisse verfasste er eine Autobiographie, die nach kurzer Zeit eine Zweitauflage erlebte, sowie eine moderne Wiederauflage 2000.

## Belege
1. ↑  „Robinson Crusoe“ aus dem Gurktal. Abgerufen am 15. Februar 2011: „Tatsache ist, dass Leonhard Eisenschmied einige Zeit auf Schiffen durch das Mittelmeer segelte und andere Länder kennenlernte. Bei seinen Erzählungen dürfte er allerdings ziemlich „geflunkert“ haben. Zu diesem Schluss kommt auch Historiker Wilhelm Wadl: „Die Robinsonade ist am meisten anzuzweifeln. Sie könnte durchaus ein bloßes Zugeständnis an die Erwartungshaltung von Eisenschmieds Zuhörern bzw. späteren Leser sein.“

Eisenschmied dürfte das 1720 auch in Deutsch erschienene Buch Robinson Crusoe von Daniel Defoe (1661–1731) gekannt haben und sich daraus oder von einer der vielen Abhandlungen dieser Erzählung „geistige Anleihen“ genommen haben.“

| Personendaten    | Personendaten                       |
| ---------------- | ----------------------------------- |
| NAME             | Eisenschmied, Leonhard              |
| ALTERNATIVNAMEN  | Kärntnerischer Robinson (Spitzname) |
| KURZBESCHREIBUNG | Kärntner Reisender und Abenteurer   |
| GEBURTSDATUM     | 22. November 1770                   |
| GEBURTSORT       | Gurk                                |
| STERBEDATUM      | 1824                                |
| STERBEORT        | Unterdrauburg                       |